# 덕산 황씨
덕산 황씨(德山黃氏)는 충청남도 예산군 덕산면을 본관으로 하는 한국의 성씨이다.
시조 황언필(黃彦弼)은 고려 때 삼중대광도첨의정승(三重大匡都僉議政丞)을 지냈으며 덕풍군(德豊君)에 봉해졌다. 그러나 상계가 실전되어 고려 때 장흥고사(長興庫使)를 지낸 황재(黃載)를 1세조로 하여 세계를 이어왔다.

## 역사
덕산 황씨의 시조 황언필(黃彦弼)은 고려 때 삼중대광도첨의정승(三重大匡都僉議政丞)을 지냈으며 덕풍군(德豊君)에 봉해졌다. 그러나 상계가 실전되어 고려 때 장흥고사(長興庫使)를 지낸 황재(黃載)를 1세조로 하여 세계를 이어왔다.
황재(黃載)의 아들 황길상(黃吉祥) 고려 때 부정을 지냈고, 황재의 손자 황덕경(黃德卿)은 신호위보승 낭장을 역임하였으며, 황덕경의 아들 황욱(黃郁)은 호조참의에 추증되었다고 한다.

## 본관
덕산(德山)은 충청남도 예산군(禮山郡) 덕산면 일대의 지명이다. 본래 덕풍(德豊) · 이산(伊山) 등 두개 현을 합한 명칭이다. 이산현은 백제 때는 마시산군(馬尸山郡)이라 불리다가 757년(신라 경덕왕 16)에 이산군(伊山郡)으로 바뀌어 웅주(熊州 : 公州)가 관할하였고, 금무현(今武縣)과 목우현(目牛縣)이 이산군의 영현이 되었다. 1018년(현종 9)에는 홍주(洪州 : 충청남도 홍성군)의 관할에 있다가 후에 감무를 둠으로써 독립하였다. 덕풍현(德豊縣)은 백제의 금물현(今物縣)을 신라 경덕왕(景德王) 때 금무현(今武縣)으로 개칭하였고, 940년(고려 태조 23)에 덕풍현으로 바꾸어 이산현과 함께 홍주의 속현이 되었다가 1175년(명종 2)에 감무를 두면서 독립하였다. 1405년(태종 5)에는 두개 현을 병합하여 덕산현을 만들었고, 1828년(순조 28)에 덕산군으로 승격하였다. 1895년(고종 32) 지방제도 개정으로 홍주부에 속속되었고, 1896년에 충청남도에 소속되었다. 1914년 군면 폐합으로 덕산면으로 축소, 폐지되어 지금은 예산군(禮山郡)에 속한 덕산면(德山面)으로 남아 있다.

## 인물
- 황린(黃璘, 1454년 ~ 1491년) : 7세손. 자 영중(瑩仲). 호 국정(菊亭). 1477년(성종 8년) 식년 문과에 급제하여 1486년(성종 17년) 사간원 헌납(司諫院獻納), 1491년(성종 22년) 단양 군수(丹陽郡守), 1501년(연산군 7년) 사헌부 집의, 1567년(선조 1년) 형조정랑을 역임하였다.
- 황필(黃㻶, 1464년 ~ 1526년) : 조선 중기의 문신·학자. 자는 헌지(獻之), 호는 상정(橡亭). 아버지는 병조참판에 증직된 구수(龜壽)이며, 어머니는 밀양박씨(密陽朴氏)이다. 김종직(金宗直)의 문하에서 학문을 배웠다. 1486년(성종 17) 약관의 나이로 생진과에 합격하였고, 1492년 별시문과에 갑과로 급제하여 저작으로 기용되었다. 이어 전적·감찰 등을 거쳐, 1497년(연산군 3) 의정부사록·정언·교리 등을 지냈다. 연산군의 난정이 심하여 나라가 어지러워지자 벼슬을 버리고 낙향하였다. 1512년(중종 7) 의정부사인으로 부름을 받았으나 나가지 않고 후학의 교육에 전념하였다. 1521년 곤양현감에 임명되었으나 나가지 않았고, 뒤에 예주현감·동부승지에 다시 임명되었으나 부임하지 않았다. 1524년 경주부윤에 임명되어 부임하였다가 임지에서 죽었다. 뒤에 사림의 추천으로 경락서원(景洛書院)에 제향되었다. 저서로는 『상정일고』 3권이 있다.[1]
- 황이옥(黃李沃) : 조선 중기 유생. 자는 옥약(沃若), 경주부윤(慶州府尹) 황필(黃㻶)의 아들이다. 기묘사화가 일어난 지 한 달이 채 못 되어서, 유학 윤세정(尹世貞)‧이래(李來) 등과 유생의 신분으로 조광조를 탄핵하는 상소를 올렸다. 또한 당시 조광조를 구명하고자 애를 쓰던 어숙권(魚叔權)의 형 숙균(叔均)을 방문하여 어숙균의 마음을 떠보고자 거짓으로 조광조를 구원하기 위한 상소를 썼다며 상소의 초고를 보여주는 등 조광조에 대한 중종의 반감이 극대화 될 무렵에 조광조에 반하는 정치적 행보를 보였다. 빙고별좌(氷庫別座)로 직무 중이던 1534년(중종 29)에 사헌부(司憲府)의 탄핵을 받아 사판(仕版)에서 제거되었다. 아들로 부친의 정치적인 문제로 진사시에 합격하고도 벼슬길을 포기한 초서의 대가였던 고산(孤山) 황기로(黃耆老)와 구산(龜山) 황영로(黃榮老)를 두었다.
- 황기로(黃耆老, 1521년 ~ ？) : 조선시대의 서예가. 자는 태수(鮐叟), 호는 고산(孤山)·매학정(梅鶴亭). 1534년(중종 29) 진사시에 합격한 뒤 고향에 은거하여 여러 번 벼슬에 임명되었으나 나아가지 않았다. 초서를 잘 써서 ‘초성(草聖)’으로 불렸다. 『근묵(槿墨)』 등에 진적이 전하며, 『동국명필(東國名筆)』·『대동서법(大東書法)』 등에 필적이 모각되어 있다. 이밖에 1549년 이백(이백)의 「초서가행」을 쓴 초서필적이 석각(석각)되어 전하는데, 당나라 회소(懷素)의 『자서첩(自敍帖)』중 광초(狂草)를 방불한다. 금석으로 충주의 이번신도비(李蕃神道碑, 1555)가 있다. 조선시대 서예사에서 초서로는 김구(金絿)·양사언(楊士彦)과 함께 제1인자라는 평을 받아왔으며, 후대에 크게 영향을 미쳐 비슷한 풍이 유행하기도 하였다. 아우인 영로(榮老)도 초서를 잘 썼다고 한다.[2]

## 과거 급제자
덕산 황씨는 조선시대 문과 급제자 4명, 무과 급제자 5명, 사마시 12명을 배출하였다.
문과
황린(黃璘) 황위(黃瑋) 황필(黃㻶) 황필(黃㻶)
무과
황진원(黃振元) 황치령(黃致靈) 황치운(黃致雲) 황후인(黃厚仁) 황흥(黃興)
생원시
황순(黃錞) 황신(黃莘) 황와룡(黃臥龍) 황위(黃瑋)
진사시
황계옥(黃季沃) 황기로(黃耆老) 황도홍(黃道弘) 황신(黃莘) 황원룡(黃元龍)
황위(黃瑋) 황진룡(黃震龍) 황후재(黃厚載)

## 인구
- 2000년 3,364명
- 2015년 3,857명

## 같이 보기
- 관성 황씨
- 회덕 황씨